# 東古渡町
東古渡町（ひがしふるわたりちょう）は、愛知県名古屋市中区の地名。

## 歴史

### 沿革
- 1876年（明治9年） - 愛知郡古渡村が東西に分割され、同郡東古渡村が成立（『角川日本地名大辞典』）[2]。
- 1878年（明治11年）12月28日 - 愛知郡古渡村が名古屋区古渡町・正木町・伊勢山町・東古渡村・西古渡村に分割（『なごやの町名』）[3]。
- 1889年（明治22年）10月1日 - 合併に伴い、愛知郡古沢村大字東古渡となる[4]。
- 1898年（明治31年）8月22日 - 名古屋市編入。『角川日本地名大辞典』はこの時点で同市東古渡町となったとし[2]、『なごやの町名』はこの時点では同市東古渡になったとしている[4]。
- 1908年（明治41年）4月1日 - 中区成立。『角川日本地名大辞典』は東古渡町として同区編入[2]、『なごやの町名』は東古渡として同区編入とする[4]。
- 1911年（明治44年）11月1日 - 『なごやの町名』は中区東古渡・伊勢山町の各一部により、この時点で同区東古渡町が成立とする[3]。また、中区東古渡は同区葉場町・長岡町・向田町・流町[4]・西川端町・東川端町・薮田町[5]・大井町[6]にそれぞれ一部が編入されたとする。『角川日本地名大辞典』は中区大井町・西川端町・藪田町・東川端町・葉場町・長岡町・流町・向田町に編入されたのは東古渡町であるとしている[2]。
- 1913年（大正2年）
  - 9月17日 - 名古屋市告示第119号（中区東古渡の字名を廃止し、東古渡町を置く）が出される[7]。
  - 10月1日 - 中区東古渡は東雲町・古沢町[4]・東古渡町[3]にそれぞれ編入され消滅。『角川日本地名大辞典』は東雲町・古沢町に編入されたのは東古渡町とする[2]。
- 1974年（昭和49年）5月11日 - 一部が中区金山三丁目に編入される[4]。
- 1977年（昭和52年）5月8日 - 一部が中区古渡町・伊勢山二丁目[3]・金山一丁目[4]にそれぞれ編入される。
- 1980年（昭和55年）7月13日 - 鉄道敷地に一部を残し、残部の大部分が中区金山町一丁目に編入される[4]。